# Dürüm
A dürüm a török konyhaművészet specialitása. Az 1970-es évek, 1980-as évek óta Európában gyorséttermi ételként terjedt el, azóta egyre népszerűbb.

## Elkészítése
A feltekert tésztát először különböző zöldségekkel (például paradicsommal, hagymával, salátával) töltik meg. Második lépésben húst tesznek bele: legtöbb esetben csirke- vagy bárányhúst; sertéssel soha nem készítik, hiszen azt tiltja az iszlám. A tölteléket végül juhtejből készült joghurttal, illetve csípős szósszal öntik le. Bizonyos helyeken szalmakrumplit is tesznek bele.

## Hasonló ételek
- Szuvláki (görög)
- Döner kebab (török)
- Shawarma (vagy shwarma) (Közel-Kelet)
- Burrito (Mexikó)
- Sszam (Korea)

## Külső hivatkozások
- Recept (törökül)